# Tage Pettersen

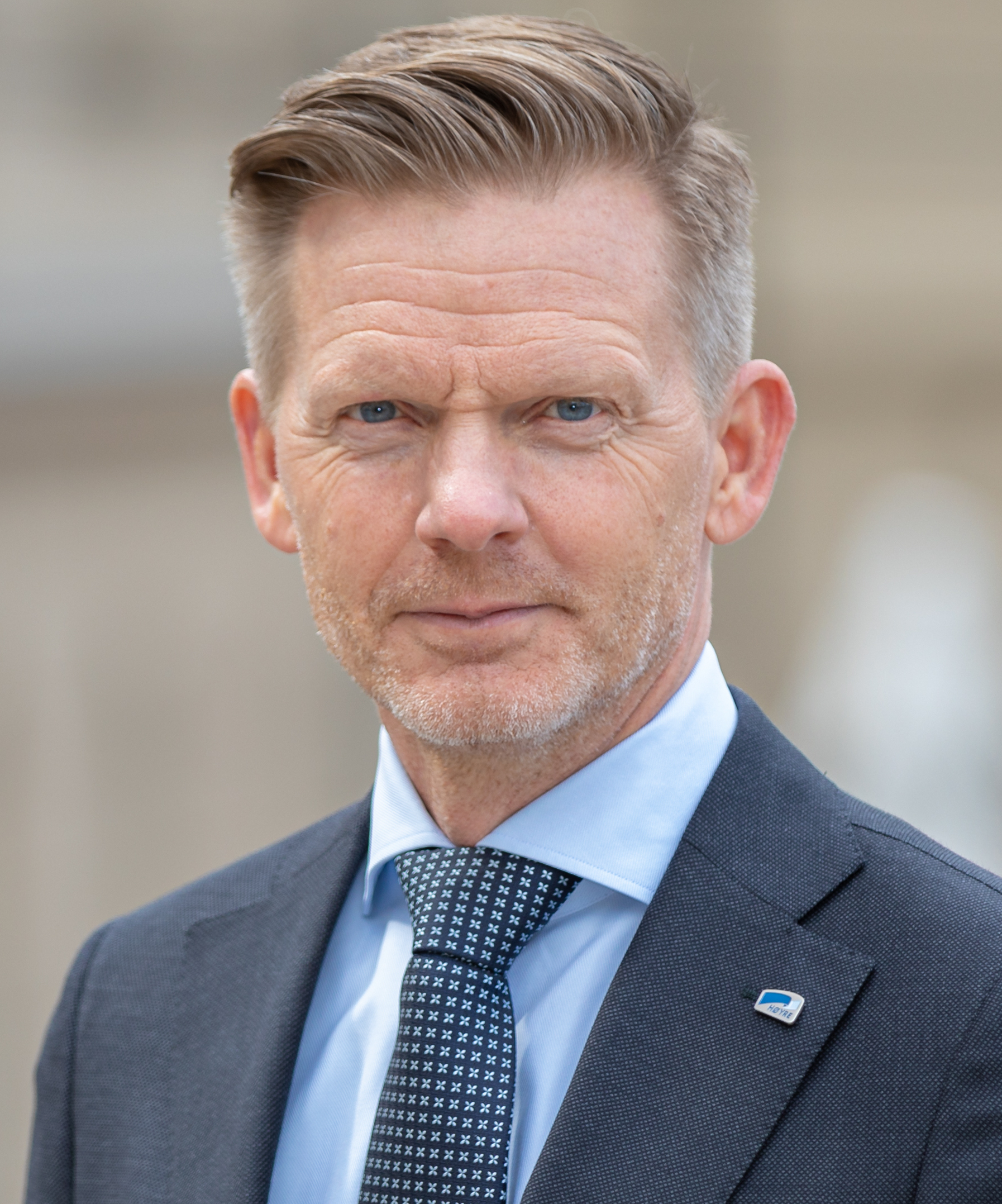
Tage Pettersen, 2020

Tage Pettersen (* 25. Juli 1972 in Moss) ist ein norwegischer Politiker der konservativen Partei Høyre. Von 2011 bis 2017 war er der Bürgermeister von Moss, seit 2017 ist er Abgeordneter im Storting. Seit 2018 ist Pettersen zudem Präsident des norwegischen Eishockeyverbandes.

## Leben
Pettersen schloss im Jahr 1992 die Ausbildung zum Koch ab. Danach war er von 1993 bis 2011 beim norwegischen Heer tätig. Dabei besuchte er zwischen 1994 und 1995 die Vorgesetztenschule der Marine, ab 1999 arbeitete Pettersen als Offizier und Instrukteur. In den Jahren 2003 bis 2011 fungierte er als stellvertretender Direktor und später als Chef des Vernepliktsrådet, der obersten Repräsentanten der Wehrpflichtigen.
In der Zeit von 1991 bis 1995 sowie erneut von 2003 bis 2017 saß im Stadtrat von Moss. Dabei hatte er ab 2011 das Amt des Bürgermeisters der Kommune inne. In den Jahren 2008 bis 2016 war er zudem der Vorsitzende der Høyre in der damaligen Provinz Østfold.
Pettersen zog bei der Parlamentswahl 2017 erstmals in das norwegische Nationalparlament Storting ein. Er war zuvor bereits bei vier Stortingswahlen angetreten, jeweils ohne ein Mandat zu erhalten. Im Parlament vertritt er den Wahlkreis Østfold und Pettersen wurde Mitglied im Familien- und Kulturausschuss. Im Anschluss an die Wahl 2021 wurde er stellvertretender Vorsitzender des Ausschusses.